# سد كاسا
سد كاسا هو سد يقع في يوزاوا، محافظة نيغاتا، اليابان، تم الانتهاء منه في عام 1978.